# Кавендиш, Кэтлин
Кэтлин Агнес Кавендиш, маркиза Хартингтон (англ. Kathleen Agnes Cavendish, Marchioness of Hartington); урождённая Кэтлин Агнес «Кик» Кеннеди (англ. Kathleen Agnes); 20 февраля 1920, Бруклайн, Массачусетс, США – 13 мая 1948, Сен-Бозиль, Ардеш, Франция) — американская светская львица и благотворитель, ставшая британской дворянкой. Она была второй дочерью Джозефа П. Кеннеди-старшего и Роуз Фицджеральд, а также сестрой президента США Джона Ф. Кеннеди и сенаторов Роберта и Теда Кеннеди, и женой Уильяма Кавендиша, маркиза Хартингтона, наследника 10-го герцога Девонширского.
Когда её отец служил послом США в Великобритании, Кэтлин завела много друзей в Лондоне и стала «дебютанткой 1938 года». Работая в Красном Кресте, она завязала романтические отношения с лордом Хартингтоном, за которого вышла замуж в мае 1944 года. Он погиб при исполнении служебных обязанностей в Бельгии всего четыре месяца спустя. Кэтлин погибла в авиакатастрофе в 1948 году, летя на юг Франции во время отпуска со своим новым партнёром, Питером Уитвортом, 8-м графом Фицуильямом.

## Ранние годы и образование
Кэтлин Кеннеди родилась 20 февраля 1920 года в доме семьи Кеннеди в Бруклайне, штат Массачусетс, и была четвёртым ребёнком и второй дочерью Джозефа П. Кеннеди-старшего и Роуз Фицджеральд. Её прозвали «Кик» (рус. пинок) за её «неуёмный характер». Кеннеди была особенно близка со своим старшим братом Джоном, будущим президентом США. Её другими братьями и сёстрами были Джозеф-младший, Розмари, Юнис, Патриция, Роберт, Джин и Тед.
Кэтлин получила образование в сельско школе Ривердейл в районе Ривердейл в Бронксе, Нью-Йорк. Она также посещала монастырь Святейшего Сердца в Норотоне, штат Коннектикут, и монастырь Святого Дитя в Нёйи-сюр-Сен, Франция. Хотя дочерей Кеннеди не воспитывали с политическими амбициями, как их братьев, им, тем не менее, были предоставлены многие из тех же образовательных и социальных возможностей благодаря мощным финансовым и политическим связям и влиянию их отца. Это особенно проявилось, когда президент Франклин Д. Рузвельт в 1938 году назначил Джозефа послом в Великобритании.
В детстве Кеннеди была очень спортивной и играла в американский футбол со своими братьями. В одном из отчетов говорилось, что это было связано с духом соперничества, который ее отец привил своим детям. Их разделили на команды, и они соревновались в спортивных состязаниях в семейном поместье в Хайаннис-Порте, штат Массачусетс. Ее оптимизм и жизнерадостность привлекали многих поклонников, некоторые из которых были ближайшими друзьями Джона. В конце концов, Кеннеди начала встречаться и завязала первые серьёзные отношения с наследником компании W. R. Grace and Company Джозефом Грейсом.

## Жизнь в Великобритании
Пребывание Кэтлин в Великобритании во время службы отца послом оказало огромное влияние на её дальнейшую жизнь. Живя в Англии, она получила образование в Лондоне, в Королевском колледже, и быстро обзавелась широким кругом друзей, как мужчин, так и женщин, из британского высшего общества. Она встречалась с Дэвидом Рокфеллером и была объявлена английскими СМИ «дебютанткой 1938 года» после её дебюта на Балу королевы Шарлотты.
После вторжения Германии в Польшу и начала Второй мировой войны в сентябре 1939 года Кэтлин, которая гостила в семейном доме на юге Франции, была вынуждена срочно отправиться в Англию со своей подругой Джейни Кеньон Слейни. Семья Кеннеди, чтобы спасти Джозефа и дочь Розмари, вернулась в Соединённые Штаты. Кэтлин, очень полюбившая Англию и множество друзей, которых она приобрела за два года, обратилась к родителям с просьбой разрешить ей остаться в Лондоне, несмотря на надвигающуюся опасность. Однако отец настоял на своём, и в начале осени 1939 года она вернулась домой.
После возвращения в США Кеннеди некоторое время училась в школе Финча, а затем в Коммерческом колледже Флориды. Помимо учёбы, она также начала волонтёрскую работу в Американском Красном Кресте. В 1941 году она решила оставить учёбу и начала работать ассистентом исследователя у Фрэнка Уолдропа, главного редактора газеты Washington Times-Herald. Позже она начала сотрудничать с Ингой Арвад, которая вела колонку «Вы случайно не видели…», и в конце концов получила собственную колонку, где рецензировала фильмы и пьесы.

## Брак
В 1943 году, стремясь вернуться в Англию, Кэтлин устроилась работать в центр для военнослужащих, созданный Красным Крестом. Во время своего пребывания в Англии, как до, так и особенно во время войны, она становилась всё более независимой от своей семьи и католической церкви, к которой они принадлежали. В это время Кеннеди завязал романтические отношения с политиком Уильямом Кавендишем, маркизом Хартингтона (обычно известным своей семье и друзьям как Билли Хартингтон). Он был старшим сыном и наследником 10-го герцога Девонширского.
Они познакомились и подружились, когда она переехала в Англию, где её отец был назначен послом США. Несмотря на возражения матери, Кеннеди и лорд Хартингтон воссоединились по её возвращении в Англию. Роза особенно отвергала их отношения, потому что считала, что их брак нарушит законы католической церкви, разрешив воспитывать детей Кэтлин в англиканской церкви, а не в католической. Роуз даже пыталась манипулировать их отношениями, держа Кэтлин подальше от Хартингтона и откладывая возможную свадьбу. Несмотря на это, Кэтлин вышла замуж за Хартингтона 6 мая 1944 года на гражданской церемонии в ЗАГСе Кэкстон-Холла. Старший брат Кэтлин Джозеф Кеннеди-младший, офицер ВМС США, с которым она сблизилась в последний год его жизни, так как он служил в Великобритании, был единственным членом семьи, присутствовавшим на церемонии. Её второй старший брат, Джон, все еще находился в больнице из-за травмы спины, полученной на торпедном патрульном катере PT-109 в южной части Тихого океана, а младший брат Роберт проходил подготовку в ВМС. Три месяца спустя, 12 августа, Джо-младший погиб, когда его самолёт взорвался над Ла-Маншем во время сверхсекретной миссии в Европе.

## Вдовство
Кэтлин, ныне маркиза Хартингтон, и лорд Хартингтон провели вместе меньше пяти недель, прежде чем он отправился воевать во Францию. Через четыре месяца после их свадьбы и менее чем через месяц после гибели Джо-младшего, Хартингтон был убит снайпером во время боя с немцами в Бельгии. С благословения семьи он был похоронен недалеко от места своей гибели. Его младший брат, лорд Эндрю Кавендиш, женатый на Деборе Митфорд, младшей из сестёр Митфорд, стал наследником герцогского титула, поскольку Билли Хартингтон не имел детей. С тех пор она носила титул Кэтлин, вдовствующей маркизы Хартингтон.
Популярная в лондонском обществе и почитаемая многими за жизнерадостность и остроумие, леди Хартингтон в конце концов завязала роман с Питером Уитвортом, 8-м графом Фицуильямом, который разводился с женой. Роуз Кеннеди вновь выразила неодобрение выбором своей дочери и предупредила Кэтлин, что она будет отречена от церкви и лишена финансовой поддержки, если выйдет замуж за лорда Фицуильяма. В мае 1948 года Кэтлин узнала, что её отец едет в Париж. Чтобы получить его согласие на предстоящие планы выйти замуж за Фицуильяма, она решила полететь во Францию, чтобы встретиться с отцом.

## Гибель
13 мая 1948 года леди Хартингтон и лорд Фицуильям летели из Парижа на Французскую Ривьеру на отдых на борту самолёта de Havilland DH.104 Dove. В 3:30 дня их самолёт взлетел, достигнув высоты 3000 м. Примерно через час после начала полёта радиосвязь с самолётом была потеряна, когда он вошёл в район около Вьенны, который также находился недалеко от центра шторма. Четверо пассажиров самолёта двадцать минут выдерживали сильную турбулентность, которая подбрасывала их небольшой самолёт вверх и вниз на несколько сотен метров за раз.
Когда они наконец расчистили облака, то сразу обнаружили, что самолёт находится в пикировании и в нескольких минутах от столкновения, и они попытались набрать высоту. Сила турбулентности в сочетании с резким изменением направления движения привела к отрыву одного из крыльев, затем обоих двигателей и, наконец, хвоста. Спустя несколько секунд фюзеляж самолёта врезался в землю, уткнувшись носом в овраг, после столкновения с землей на плато Куарон, недалеко от Сен-Бозиля, Ардеш, Франция. Леди Хартингтон погибла на месте, вместе с Фицуильямом, пилотом Питером Таунсендом и штурманом Артуром Фрименом.
Она была похоронена на семейном участке Кавендишей на кладбище у церкви Святого Петра в Эденсоре, недалеко от Чатсуорта, Дербишир, Англия. Её отец был единственным членом семьи, присутствовавшим на похоронах. Роза Кеннеди отказалась присутствовать на похоронах дочери и вместо этого легла в больницу.

## В популярной культуре
В 2018 году был опубликован роман о жизни Кэтлин Кеннеди «Дебютантка Кеннеди», роман о жизни Кеннеди, был опубликован издательством Berkley Books в 2018 году. Автором романа стала Керри Махер, а издан он был издательством Berkley Books. Книга была хорошо принята критиками, включая звание «Лучшей книги недели» по версии New York Post.
В телефильме 1977 года «Молодой Джо, забытый Кеннеди» Кэтлин Кеннеди сыграла Дарлин Карр, в мини-сериале 1990 года «Кеннеди из Массачусетса» — Трэйси Поллан, а в мини-сериале 1993 года «Джон Ф. Кеннеди: Безрассудная юность» — Робин Танни.

## Память
- Спортивный зал колледже Манхэттенвилла[англ.] в городе Перчейз[англ.], штат Нью-Йорк, назван в честь Кэтлин Кеннеди.
- Роберт Ф. Кеннеди назвал свою старшую дочь[англ.] (род. 1951) в честь своей покойной сестры.